# Chuỗi cung ứng

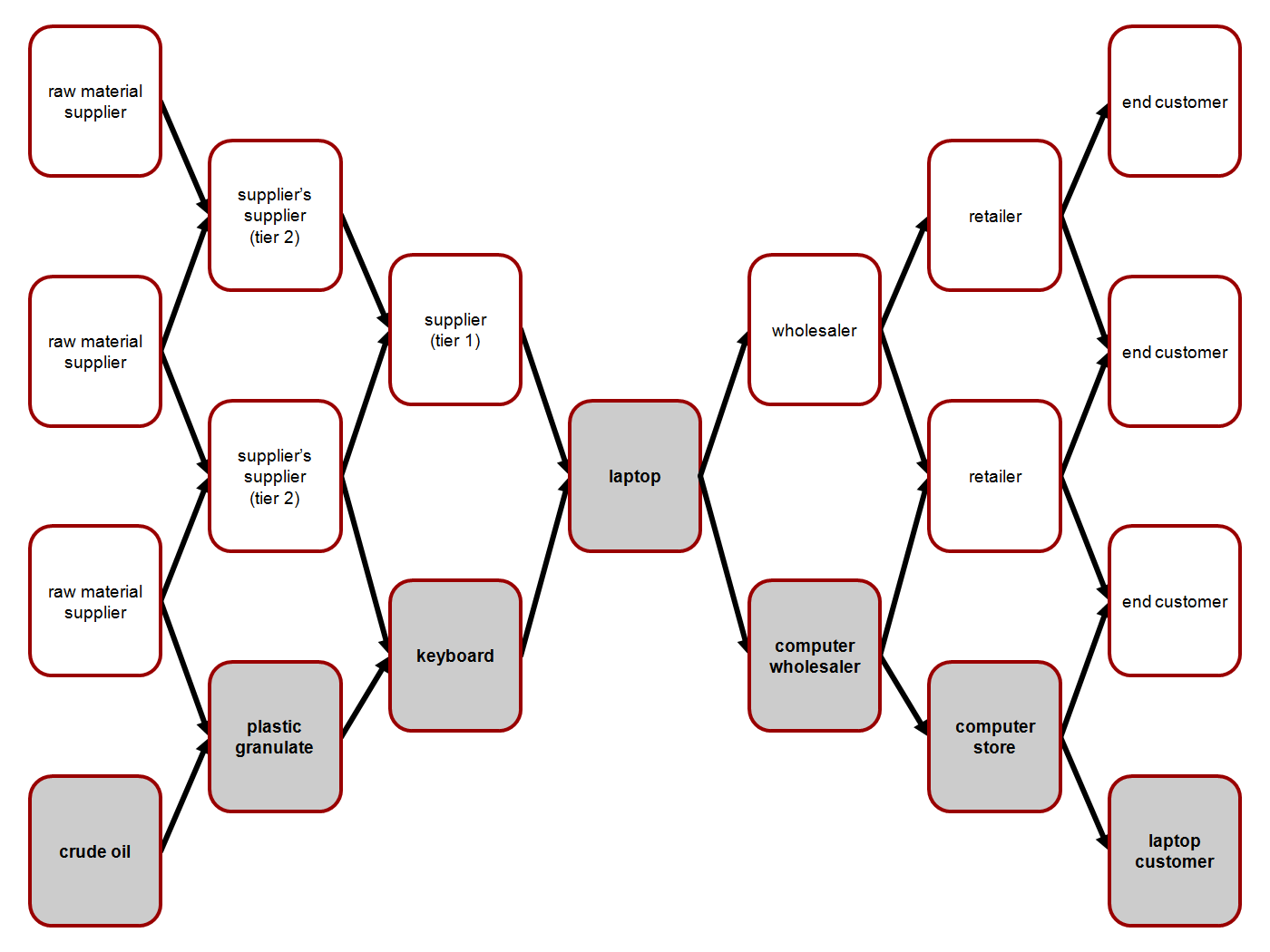
Chuỗi cung ứng thực chất là một mạng lưới cung ứng nhu cầu năng động và phức tạp

Chuỗi cung ứng (Supply chain) là một hệ thống các tổ chức, con người, hoạt động, thông tin và các nguồn lực liên quan tới việc dịch chuyển sản phẩm hay dịch vụ từ nhà cung cấp hay nhà sản xuất đến người tiêu dùng (consumer). Hoạt động chuỗi cung ứng liên quan đến biến chuyển các tài nguyên thiên nhiên, nguyên liệu và các thành phần thành một sản phẩm hoàn chỉnh để giao cho khách hàng cuối cùng (người tiêu dùng). Trong các hệ thống chuỗi cung ứng phức tạp, các sản phẩm được sử dụng có thể tái nhập vào chuỗi cung ứng tại bất kỳ điểm nào giá trị còn lại có thể tái chế được. Chuỗi cung ứng liên kết các chuỗi giá trị.. Thuật ngữ chuỗi cung ứng thường đi kèm với quản trị chuỗi cung ứng có mối liên quan cụ thể đến một hàng hoá nhất định. Tất cả hàng hoá đều có một chuỗi cung ứng riêng biệt và có những đặc điểm khác nhau về mạng lưới cấu thành và phương pháp quản trị. 

## Tổng quan
Hội đồng các chuyên gia quản trị chuỗi cung ứng (The Council of Supply Chain Management Professionals - CSCMP) đã định nghĩa quản trị chuỗi cung ứng như sau:
Quản trị chuỗi cung ứng bao gồm tất cả các hoạt động lên kế hoạch và quản trị liên quan đến nguồn cung ứng, thầu, chuyển đổi và các hoạt động quản lý hậu cần (logistics management). Quan trọng không kém là nó cũng bao gồm sự phối hợp là liên kết với các kênh đối tác như là các bên cung cấp, bên trung gian, nhà cung cấp dịch vụ bên thứ ba, và khách hàng. Về bản chất, quản trị chuỗi cung ứng tích hợp quản trị cung và cầu bên trong và bên ngoài các công ty. Quản trị chuỗi cung ứng là một chức năng tích hợp với trách nhiệm chính cho việc kết nối các chức năng kinh doanh chính và các quy trình kinh doanh trong các công ty thành một mô hình kinh doanh gắn kết và hiệu suất cao. Nó bao gồm toàn bộ các hoạt động quản lý hậu cần đã đề cấp phía trên, cũng như các hoạt động chế tác, và nó thúc đẩy các quá trình và hoạt động hợp tác với mảng marketing, bán hàng, loigistics, tài chính, công nghệ thông tin và dịch vụ chăm sóc khách hàng.
- CSCMP

Một chuỗi cung ứng điển hình bắt đầu với các quy định về sinh thái, sinh học và chính trị của tài nguyên thiên nhiên dựa theo sự khai thác nguyên liệu thô của con người, và bao gồm nhiều các liên kết sản xuất (ví dụ: thành phần xây dựng, lắp ráp, sáp nhập) trước khi được chuyển sang các lớp khác của cơ sở lưu trữ với kích thước nhỏ dần và tăng khoảng cách vị trí địa lý, cuối cùng là tới tay người tiêu dùng.
Nhiều sự trao đổi gặp phải trong chuỗi cung ứng giữa các công ty khác nhau mà tìm cách tối đa hóa doanh thu của họ trong lĩnh vực mà họ quan tâm, nhưng có ít hoặc không có kiến thức hoặc quan tâm tới các thành phần tham gia trong chuỗi cung ứng. Gần đây, kết nối lỏng lẻo, mạng lưới tự tổ chức của các doanh nghiệp hợp tác để cung cấp sản phẩm và dịch vụ được gọi là doanh nghiệp mở rộng (Extended Enterprise).
Như một phần nỗ lực của họ để chứng minh sự tuân thủ đạo đức, nhiều công ty lớn và các thương hiệu toàn cầu lồng ghép các quy tắc ứng xử và hướng dẫn vào các nền văn hóa công ty và các hệ thống quản trị. Thông quá đó, các công ty đưa ra các yêu cầu cho các nhà cung cấp (nhà máy, nông trại, dịch vụ hợp đồng phụ như làm sạch, căn-tin, an ninh…) và sự xác minh thông qua kiểm toán xã hội để bảo đảm là họ đang thực hiện theo các tiêu chuẩn yêu cầu đặt ra. Một sự thiếu minh bạch trong chuỗi cung ứng được gọi là sự bao trùm bí mật mà làm cản trở người tiêu dùng từ kiến thức về nguồn gốc nơi họ mua hàng và có thể cho phép thực hiện sự vô trách nhiệm xã hội.
Chuỗi cung ứng Ommi Channel (mô hình bán lẻ đa kênh) là thuật ngữ mới nhất được sử dụng trong bán lẻ. Các khách hàng có thể mua hàng mọi lúc, mọi nơi, và tại mọi địa điểm.

## Mô hình chuỗi cung ứng
Có rất nhiều mô hình chuỗi cung ứng mà đề cập đến cả phía trên và phía dưới của chuỗi. Mô hình SCOR (Supply - Chain Operations Reference - Mô hình tham chiếu chuỗi cung ứng) được phát triển bới công ty tư vấn PRTM (bây giờ là một phần của PricewaterhouseCoopers LLP - PwC) đã được xác nhận bởi hội đồng chuỗi cung ứng (Supply - Chain Council - SCC) và trở thành công cụ chẩn đoán tiêu chuẩn cho các yếu tố công nghiệp trong quản trị chuỗi cung ứng. SCOR đo lường toàn bộ hiệu suất chuỗi cung ứng. Đó là một mô hình tham chiếu quá trình cho quản trị chuỗi cung ứng, trải rộng từ các cấp của nhà cung cấp tới khách hàng của khách hàng. Nó bao gồm thực hiện giao hàng và thực hiện đơn hàng, sản xuất linh hoạt, chi phí bảo hành và quá trình gửi trả về, hàng tồn kho, các lượt tài sản, và các yếu tố khác trong việc đánh giá hiệu suất hiệu quả toàn bộ của chuỗi cung ứng.

A diagram of a supply chain. The black arrow represents the flow of materials and information, and the gray arrow represents the flow of information and backhauls. The elements are (a) the initial supplier (vendor or plant), (b) a supplier, (c) a manufacturer (production), (d) a customer, and (e) the final customer.

Diễn đàn Chuỗi cung ứng toàn cầu đã giới thiệu mô hình chuỗi cung ứng khác. Khung mô hình được xây dựng dựa trên 8 quá trình kinh doanh quan trọng mà đó là cả chức năng chéo và các công ty chéo trong tự nhiên. Mỗi quá trình được quản lý nhóm chức năng chéo bao gồm các đại diện từ hậu cần, sản xuất, bán hàng, tài chính, marketing, và nghiên cứu phát triển. Trong khi mỗi quá trình liên quan đến các khách hàng và bên cung cấp chính, các quá trình quản lý quan hệ khách hàng và quản lý quan hệ nhà sản xuất hình thành các mối liên kết quan trọng trong chuỗi cung ứng.
Trung tâm chất lượng và năng suất Mỹ (APQC), Khung phân loại quá trình (PCF) SM là ở một cấp độ cao, mô hình quy trình doanh nghiệp trung lập cho phép các tổ chức nhìn thấy quy trình kinh doanh của họ từ các điểm công nghiệp. PCF đã được phát triển bởi APQC và các tổ chức thành viên của nó như là một tiêu chuẩn mở để tạo điều kiện cải thiện thông qua quản trị quá trình và điểm chuẩn, bất kể ngành công nghiệp, kích cỡ, hoặc địa lý. PCF tổ chức hoạt động và quản trị quá trình trong phân loại 12 cấp độ doanh nghiệp, bao gồm các nhóm quá trình, và hơn 1000 các quá trình và hoạt động liên quan.
Trong thiết lập y tế cộng đồng của các nước đang phát triển, John Snow, Inc đã phát triển khung JSI cho quản trị chuỗi cung ứng liên kết trong y tế cộng đồng. Nó đã rút ra từ lĩnh vực thương mại thực hiện tốt nhất để giải quyết các vấn đề trong chuỗi cung ứng y tế cộng đồng.
Vào năm 2013, Lộ trình chuỗi cung ứng đã được trình bày. Nó là một phương pháp cho một chuyển dịch chuỗi cung ứng của tổ chức và có thể được xem xét trong tiếp cận của tổ chức và hệ thống để đảm bảo mối liên kết của chuỗi cung ứng với chiến lược kinh doanh.
- Phương pháp này được hỗ trợ trong các lý thuyết quan trọng nhất được phát hiện và thực tiễn về chiến lược chuỗi cung ứng và chiến lược kinh doanh.
- Phương pháp này cho phép  sự biểu thị đặc tính của chuỗi cung ứng dưới sự phân tích 42 yếu tố trong một bài đơn được gọi là "Biểu Đồ", và cho phép sự so sánh chuỗi cung ứng này với 6 chuỗi cung ứng nguyên mẫu (nhanh, hiệu quả, dòng chảy liên tục, nhanh nhẹn, cấu hình tùy chỉnh và linh hoạt), để tìm thấy các khoảng cách giữa chuỗi cung ứng được phân tích và các chuỗi cung ứng nguyên mẫu.
- Phương pháp này được áp dụng trong bốn bước (quy mô, hiểu, đánh giá, và tái thiết kế và phát triển).
- Phương pháp này được phát triển bởi Hernan David Perez, một nhà quản trị chuỗi cung ứng nhiều kinh nghiệm trong các lĩnh vực công nghiệp, ông cũng là một chuyên gia, một diễn giả quốc tế về chiến lược chuỗi cung ứng.

## Quản trị chuỗi cung ứng
Vào năm 1980, cụm từ "Quản trị chuỗi cung ứng" (SCM) đã được phát triển để diễn tả sự cần thiết trong việc liên kết các quá trình kinh doanh chính, từ người sử dụng cuối cùng đến các nhà cung cấp đầu tiên. Các nhà cung cấp đầu tiên là cung cấp sản phẩm, dịch vụ và thông tin mà đã gắn thêm giá trị cho khách hàng và các bên liên quan. Ý kiến cơ bản phí sau SCM là các công ty và doanh nghiệp gắn kết họ trong một chuỗi cung ưng bằng việc trao đổi thông tin về biến động thị trường và năng lực sản xuất. Keith Oliver, một nhà tư vấn tại Booz Allen Hamilton, được ghi nhận với điều khoản phát minh sau khi sử dụng nó trong buổi phỏng vấn với Financial Times vào năm 1982.
Nếu tất cả thông tin liên quan có thể truy cập tới tất cả các công ty liên quan, mỗi công ty trong chuỗi cung ứng có khả năng tối ưu toàn bộ chuỗi cung ứng hơn là tối ưu phụ dự trên lợi ích địa phương. Nó sẽ dẫn đến sự sản xuất và phân phối có kế hoạch tổng quát tốt hơn, bằng cách cắt giảm chi phí và đưa ra nhiều sản phẩm cuối cùng hấp dẫn hơn. Điều đó dẫn đến bán hàng tốt hơn và kết quả chung tốt hơn cho các công ty thành phần. Đó là một hình thức của liên kết dọc.
Việc kết hợp SCM thành công dẫn đến một kiểu cạnh tranh mới trên thị trường quốc tế, nơi mà sự cạnh tranh không kéo dài trong hình thức giữa công ty với công ty nhưng xuất hiện trong hình thức chuỗi cung ứng với chuỗi cung ứng.
Mục tiêu chính của SCM là thỏa mãn các yêu cầu của khách hàng thông qua sử dụng hiệu quả nguồn tài nguyên, bao gồm khả năng phân phối, dự trữ, và lao động. Trên lý thuyết, một chuỗi cung ứng hướng đến mục tiêu đáp để cho cung gặp cầu và để cho hàng tồn kho là tối thiểu. Nhiều khía cạnh của việc tối ưu hóa chuỗi giá trị bao gồm liên lạc với nhà cung cấp để loại bỏ các cản trở, chiến lược nguồn cung ứng để đối phó với việc cân bằng chi phí nguyên liệu thấp nhất và sự vận chuyển, thực hiện kỹ thuật đúng thời gian để tối ưu hóa dòng sản xuất, duy trì sự kết hợp chính xác và địa điểm của nhà máy và kho lưu trữ để phục vụ thị trường khách hàng và sử dụng sự phân bổ vị trí, phân tích tuyến phương tiện, thiết lập chương trình năng động và sự tối ưu hóa công việc hậu cần truyền thống để tối đa hóa hiệu quả của sự phân bổ.
Thuật ngữ "hậu cần" (logistics) áp dụng cho các hoạt động trong một công ty hoặc tổ chức có liên quan đến phân phối sản phẩm, trong khi "chuỗi cung ứng" bao gồm thêm sản xuất và bán hàng, và do đó nó giành được sự tập trung cao hơn bởi vì nó liên quan đến nhiều bên liên quan (bao gồm các nhà cung cấp, nhà sản xuất và nhà bán lẻ) làm việc cùng nhau để đáp ứng nhu cầu của khách về sản phẩm và dịch vụ.
Bắt đầu từ năm 1990, nhiều công ty lựa chọn thuê ngoài mảng hậu cần trong quản trị chuỗi cung ứng từ đối tác là bên thứ ba cung cấp dịch vụ hậu cần (third - party logistics provider - 3PL). Các công ty cũng thuê ngoài sản xuất để ký hợp đồng với các nhà sản xuất. Số lượng các công ty công nghệ đã tăng lên để đáp ứng nhu cầu giúp quản lý các hệ thống phức tạp.
Có bốn mô hình chuỗi cung ứng phổ biến. Bên cạnh ba mô hình đã đề cập ở trên còn có Khung thực tế tốt nhất chuỗi cung ứng (Supply chain best practices framework).

## Khả năng phục hồi chuỗi cung ứng
Trong các nghiên cứu gần đây, khả năng phục hồi, hay còn được gọi là " năng lực của chuỗi cung ứng đối phó với sự thay đổi", được xem là giai đoạn tiếp theo của sự cải tiến trong cấu trúc doanh nghiệp tập trung truyền thống để đạt được sự ảo hóa cao, cấu trúc khách hàng trung tâm cho phép mọi người có thể làm việc mọi lúc, mọi nơi.
Mạng lưới khả năng phục hồi cung ứng phải thích hợp với chiến dịch và các hoạt động để thích ứng với các nguy cơ ảnh hưởng tới khả năng của nó. Có bốn mức độ khả năng phục hồi cung ứng. Đầu tiền là sự quản trị chuỗi cung ứng có phản ứng. Thứ hai là liên kết nội chuỗi cung ứng với bộ đệm đã được lên kế hoạch. Sau đó đến với sự hợp tác chuỗi cung ứng mở rộng. Cuối cùng là sự thích nghi và linh hoạt của một chuỗi cung ứng hoạt động mạnh.
Đó không phải là sự thích ứng với một khủng hoảng tại một thời điểm nào đó hoặc có một chuỗi chung ứng linh hoạt. Nó là về sự dự đoán và điều chỉnh liên tục để làm gián đoạn mà có thể sửa chữa vĩnh viễn các giá trị chính của doanh nghiệp với sự chú trọng đặc biệt vào khách hàng trung tâm. Do đó chiến lược phục hồi yêu cầu sự cải tiến liieen tục với sự chú trọng vào cấu trúc sản phẩm, quá trình, và còn cả hành vi doanh nghiệp.
Các nghiên cứu mới đây đã đề ra rằng các chuỗi cũng ứng cũng có thể đóng góp vào khả năng hồi phục doanh nghiệp.

## Trách nhiệm của xã hội trong chuỗi cung ứng
Các sự cố giống như năm 2013, tòa nhà Savar sụp đổ với hơn 1100 nạn nhân dẫn đến sự lan rộng các cuộc tranh luận về trách nhiệm xã hội doanh nghiệp trong các chuỗi cung ứng toàn cầu. Wieland và Handfield (2013) đề xuấ là các công ty cần phải kiểm toán sản phẩm và các nhà cung ứng mà sự kiểm toán nhà cưng ứng cần phải liên quan trực tiếp mối quan hệ của các cung ứng gần gũi nhất. Họ cũng chứng minh rằng khả năng hiển thị cũng cần được cải thiện nếu chuỗi cung ứng không thể kiểm soát trực tiếp và công nghệ điện thông minh đóng một vai trò quan trọng để cái tiến khả năng hiển thị. Cuối cùng, họ nhấn mạnh rằng sự hợp tác với các đối tác địa phương, toàn ngành với các trường đại học là rất quan trọng để quản lý thành công trách nhiệm xã hội trong chuỗi cung ứng.